# نيكو روسبيرغ
نيكو روسبيرغ (بالألمانية: Nico Rosberg) (ولد في 27 يونيو 1985) بمدينة فيسبادن بألمانيا الغربية، كان سائقا في سباقات سيارات الفورمولا واحد وهو ابن بطل العالم السابق لسباقات الفورمولا واحد كيكي روزبرغ. يحمل الجنسيتين الفنلندية والألمانية ولذا فقد شارك في بداية حياته المهنية كسائق فنلندي. ولكنه سجل كسائق ألماني.
فاز روسبيرغ ببطولة العالم لسباقات الفورمولا واحد في موسم عام 2016 بالإضافة إلى فوزه ببطولة سلسلة سباقات الجائزة الكبرى (الفئة الثانية) لعام 2005 (جي بي 2) ضمن فريق أي ار تي الفرنسي. انضم إلى فريق ويليامز في العام 2006 كسائق أساسي للفريق في بطولة العالم لسباقات الفورمولا واحد. انضم روسبيرغ إلى مرسيدس المعاد تشكيل هويته لموسم 2010- براون جي بي سابقا - في 16 نوفمبر 2009، وأعلن عن اعتزاله التسابق في الثاني من ديسمبر 2016، بعد أيام من تتويجه ببطولة العالم لسباقات الفورمولا واحد.